# حسن بنی‌هاشمی
سیدحسن بنی‌هاشمی (زاده ۱۷ آذر ماه ۱۳۲۸، بندرعباس) فیلمساز هرمزگانی‌ست که به عنوان یکی از پیشگامان سینمای آزاد ایران شناخته می‌شود.

## زندگی شخصی
وی فرزند سیدابراهیم و بی‌بی گل است که در هفدهم آذر ماه ۱۳۲۸ در بندرعباس به دنیا آمد.
کودکی و نوجوانی و سال‌هایی که ذهن و اندیشه و فرهنگ یک انسان ساخته می‌شود را در این شهر گذراند. او از سال‌های دور، از زمانی که دانش‌آموز دبستان شاهپور بود به تصویر علاقه زیادی داشت و از پشت عدسی دوربینی که از پدرش جایزه گرفته بود، با حسرت به جنوب نگاه می‌کرد.
حسن بنی‌هاشمی هنگامی که دوازده سال بیشتر نداشت، لابراتوار عکاسی کوچکی در خانه دایر نمود و تمامی سوژه‌ها و تصاویری که از جنوب و مردمان ساده‌اش که با گرما و آفتاب زندگی می‌کنند گرفته بود، در تاریک‌خانه‌اش ثبت می‌کرد. در همان سال‌ها با تهیه فتو رمان در روزنامه‌های دیواری مدرسه، نخستین تجربه‌های هنری‌اش را آغاز نمود و چند سال بعد جایزه بهترین عکس سال را از مجله تصویر دریافت کرد.
وی دوره دبیرستان را در مدرسه هدف تهران به پایان رسانید و سه سال در دانشگاه شیراز مهندسی راه و ساختمان و اقتصاد کشاورزی خواند و سرانجام عشق به تصویر وی را به مدرسه عالی سینما و تلویزیون تهران کشاند و در رشته کارگردانی سینما فارغ‌التحصیل شد. او هرگز محیط کودکی و جنوب سوخته را فراموش نکرد و استعداد و ذوق سرشار و سینمایی خود را در این فرهنگ بومی به کار گرفت و در صورت ادامه کار سینما توان آن را داشت این فرهنگ را جهانی سازد. چنان‌که چند فیلم او مانند گردش در یک روز خوش آفتابی در فستیوال فیلم‌های کودکان تامسره فنلاند و فیلم نهنگ در اتحادیه تلویزیون‌های آسیا و اقیانوسیه و فیلم پنجشنبه بازار میناب در فستیوال فیلم‌های مردم‌شناسی برلین به نمایش درآمد و جوایزی به خود اختصاص داد.

حسن بنی هاشمی و محمد عقیلی

بنی‌هاشمی سینما را در سال ۱۳۴۹ با فیلم کوتاه ۸ میلی‌متری موج آغاز نمود و در همان ابتدا جایزهٔ طلایی بهترین فیلم کوتاه را از فستیوال فیلم‌های سوپر ۸ سینمای آزاد دریافت نمود و نشان داد که وی هنرمندی است که از پشتوانه فرهنگی شایسته‌ای برخوردار است و آن را آگاهانه با ذوق سینمایی درآمیخته‌است.
حسن بنی‌هاشمی طی ۱۲ سال کار با دوربین بیش از ۲۰ فیلم کوتاه داستانی و مستند ساخت علاوه بر این هنگامی که دانشجوی دانشگاه شیراز بود انجمن فیلم دانشگاه را راه‌اندازی کرد و با همکاری دوستانش سه جلد کتاب سینما منتشر نمود. همچنین همکاری با سرویس هنری روزنامه آیندگان از طریق ترجمه و تهیه مقالات سینمایی، دستیاری کارگردان در فیلم صادق کرده ناصر تقوایی، فیلمبرداری فیلم وهم ساخته سید محمد عقیلی و … را در کارنامه دارد.
حضور وی در سینمای آزاد نیز گفتنی است. این سینما که در سال ۴۵ توسط بصیر نصیبی و همایون پایور و ابراهیم فروزش که همگی از دوستان و هم‌مدرسه‌ای‌های حسن بودند، با هدف احیا و گسترش سینمای تجربی و حمایت از فیلمسازان غیرحرفه‌ای و جوان و تولید فیلم‌های هنری شروع به کار نمود و بنی‌هاشمی نیز یکی از اعضای فعال و مشاور و مدرس این سینما بود و با برپایی کلاس‌های فیلمبرداری و کارگردانی و دعوت از سینماگران برجسته مانند ناصر تقوایی، بهرام بیضایی، داریوش مهرجویی و … این کلاس‌ها را رونق و اعتبار ویژه‌ای بخشید و سینماگرانی چون کیانوش عیاری و بهروز افخمی و غیره از دانش‌آموختگان این کلاس‌ها می‌باشند.
حسن بنی‌هاشمی در سال ۱۳۶۱ در سن ۳۳ سالگی در اوج شکوفایی، ناخواسته ایران را ترک نمود و در خارج از ایران نیز دیگر مجالی برای بروز استعدادهای خود نیافت.

حسن بنی هاشمی به همراه محمد عقیلی

سیدحسن بنی‌هاشمی پسرعموی شریفه بنی‌هاشمی بازیگر تئاتر و نویسنده است.

## فیلم‌شناسی

### موج
تاریخ ساخت: ۱۳۵۰ / زمان فیلم: ۱۶ دقیقه / محل فیلمبرداری: بندرعباس / بازیگر: اکبر قویدل / دستیار کارگردان: بشیر اولی‌بندری / دوربین، صدا، تدوین، امور فنی، تهیه و…: حسن بنی‌هاشمی
این فیلم برنده جایزه طلای بهترین کارگردان در فستیوال فیلم‌های ۸میلی‌متری شد. فضای فیلم مانند فیلم‌های دیگر او فضای سوزان و پر ملال بنادر جنوب است. با همان آدم‌های اصیل، تنها و آفتاب سوخته که بنی‌هاشمی دقیق‌تر از همیشه با وسواسی خاص، به درون‌نگری آن‌ها و شکافتن ذهن اندوه گرفته‌شان می‌پردازد. موج، بیهودگی و سرگردانی یک جوان را به تصویر می‌کشد.

ابراهیم منصفی در نمایی از فیلم کالنگ‌ها…

### کالنگ‌هایم را دوست دارم
تاریخ ساخت: ۱۳۵۱ / محل فیلمبرداری: بندرعباس / زمان فیلم: ۲۰ دقیقه / بازیگران: ابراهیم منصفی، جلال منصفی / دستیار کارگردان: بشیر اولی‌بندری / امور فنی، دوربین، صدا، تدوین، کارگردانی، تهیه و …: حسن بنی‌هاشمی
فیلم کالنگ‌ها برنده دو جایزه طلا از جشنواره فیلم‌های سوپر ۸ و برنده لوح طلا از وزارت فرهنگ و هنر گردید. کالنگ‌ها، عاطفی‌ترین فیلم بنی‌هاشمی است. با احساسی عمیق به زادگاهش وی با تسلطی نسبی فیلم را در مرزهای رمانتیسم بدون سقوط حفظ می‌کند. قصهٔ جدایی از وطن و فضای فیلم به خوبی در خدمت ارائهٔ سوژه‌است و از غنای تصویری زیادی برخوردار است. پرداخت فیلم با توجه به درونی بودن و عاطفی بودن تم، پیچیده و در عین حال سرشار از زیبائی و رمز و راز است.

ابراهیم منصفی در نمایی از فیلم برکهٔ خشک

### برکهٔ خشک
تاریخ ساخت: ۱۳۵۱ / مکان: بندرعباس / مدت فیلم: ۳۵ دقیقه / بازیگران: ابراهیم منصفی، طاهره بنی‌هاشمی، محمد آشنا، حسین پیل‌افکن و… / دستیار کارگردان: بشیر اولی‌بندری / تیتراژ: ابراهیم حقیقی
دوربین، صدا، تدوین، تهیه، کارگردانی، امور فنی و …: حسن بنی‌هاشمی
بر اساس قصه‌ای از: س. سیاوش
این فیلم برنده دو جایزه طلا برای بهترین فیلمبرداری و بهترین کارگردانی از جشنواره فیلم‌های سوپر ۸ سینمای آزاد
برکهٔ خشک ادامه منطقی فیلم کالنگ‌ها است. در کالنگ‌ها، قهرمان از مکان سنتی خود جدا می‌شود و آخرین گردشش، خاطره‌های گذشته را مرور می‌کند. در برکهٔ خشک که به گفتهٔ حسن داستان بازگشت است، پسر خاطره‌های گذشته را بیاد می‌آورد. خاطره‌ها ساده‌اند. ساده چه در تصویر و چه در معنی اما بیش از آنچه هستند می‌گویند. بنی‌هاشمی در برکهٔ خشک اندوه گذشتهٔ از دست رفته را می‌خورد. اندوه سنت و اصالت را. در پایان فیلم قهرمان فیلم بازگشته اما همه چیز را آن گونه که بود نمی‌یابد. بندر متروک و خالی است و برکه‌ای که خشک شده و حسرت و اندوهی که به کمال هنرمندانه‌ای می‌رسد.
حسن ریشه در فرهنگ بومی‌اش دارد و دوربین او مثل گیاهی که در آن آب و خاک اصیل پرورش یافته باشد، گریه می‌کند و اندیشمندانه، اصالت و پاکی‌ای را که او می‌داند هرگز باز نخواهد گشت به سوگ می‌نشیند و منصفی نیز با ترانه برکهٔ خشک که در پایان فیلم می‌خواند این حس را به اوج می‌رساند.

### هجرت
تاریخ ساخت: ۱۳۵۱ / مکان: بندرعباس، گنو / زمان فیلم: ۲۰ دقیقه / بازیگران: ابراهیم منصفی، احمد حبیب‌زاده، علی حبیب‌زاده و … / دستیار کارگردان: بشیر اولی‌بندری / دوربین، صدا، تدوین، تهیه، امور فنی، کارگردانی: حسن بنی‌هاشمی
هجرت نیز مانند سایر فیلم‌های بنی‌هاشمی جایزهٔ طلای بهترین کارگردانی فیلم‌های سوپر هشت جشنواره را ربود. فیلم با به‌کارگیری شخصیت‌های قصه رامی سینمایی می‌شود. سرشار از تحرک و به آدم‌هایی می‌پردازد که ناآگاهانه به ایده‌آلی دور دل بسته‌اند. بی‌توجه به آنچه در جوارشان می‌گذرد. نمادهای قصه‌نویس و ادعاهای خرافی رنگ باخته می‌نماید و بنی‌هاشمی چون نهنگ آدم‌هایش را به جستجوگری وامی‌دارد تا به تحرک برسند به نفس حرکت بدون آگاهی از آنچه خواهد شد؛ و با حسابگری جزیی‌ترین مسائل را در کلیت بررسی می‌کند. هجرت یکی از فیلم‌های ممتاز سینمای هشت و از بهترین فیلم کوتاه ایرانی در آن سال‌هاست.

### نهنگ
تاریخ ساخت: ۱۳۵۲ / مکان: بندرعباس / زمان فیلم: ۴۰ دقیقه / بازیگران: ابراهیم منصفی، علی حبیب‌زاده، حسین پیل افکن، احمد نقوی و … / دستیار کارگردان: بشیر اولی بندری / دوربین، صدا، تهیه، تدوین، امور فنی، کارگردانی و …: حسن بنی هاشمی
نهنگ بر اساس قصه‌ای از سید شرف‌الدین حسینی به نام «روزی که بُمُن با درد خویش آشنا شد» ساخته شده‌است.
فیلم برنده چهار مجسمهٔ طلا از فستیوال فیلم‌های کوتاه سینمای آزاد و فرهنگ و هنر و اتحادیه تلویزیون‌های آسیا و اقیانوسیه A.B.U. گردید.
آنچه در این فیلم نسبتاً بلند بیش از هر چیز چشم را می‌گیرد، تصویرهای غمگنانه‌ای است که دوربین بنی‌هاشمی از بندر گرفته‌است. تصاویری که هرگوشهٔ آن صدها زبان خاموش و آرام داستان‌های گذشته را می‌گویند. بُمُن جوانی است سیاه‌پوست که ارباب سفید به مادرش تجاوز می‌کند. مادر از شهر می‌گریزد و پسر از فرط ناراحتی خود را به دریا می‌افکند. کار بنی‌هاشمی در این فیلم درخور ستایش است. زیرا از یک خط داستانی بی‌حادثه یک فیلم جاندار، پرتحرک و تفکربرانگیز را پدیدآورده‌است. توقف دوربین روی چرخ‌های دوچرخه در سکانس‌های فیلم ترجیع‌بند فیلم است که نوید ظهور یک سینماگر شاعر و متفکر را می‌دهد.

### واهمه
تاریخ ساخت: ۱۳۵۳/ زمان فیلم: ۳۵ دقیقه / مکان: بندرعباس / بازیگران: رضا عباس‌نژاد، بشیر اولی بندری و … / دوربین، صدا، تدوین، تهیه، امور فنی، کارگردان و …: حسن بنی‌هاشمی
واهمه آخرین فیلم غیر حرفه‌ای ۸ میلی‌متری بنی‌هاشمی است. این فیلم جایزه تندیس نقره و پلاک نقره را از جشن هنر شیراز دریافت نمود. نسخه اصلی فیلم توسط ساواک از بین برده شد.
واهمه فیلمی است سوای همهٔ کارهای خوب و درخشان بنی‌هاشمی و فراتر از همه فیلم‌های تجربی است.
«رفتن»، خط اصلی فیلم است. یک مرد جنوبی آرزوی سفر دارد. سفری که در ذهن او به مفهوم رسیدن به تمام امیدها و آرمانهاست یا لااقل جوری آسودگی و آرامش که رنگ خوشبختی دارد. این سفر که به انگارهٔ رهیدن از یک محیط خفقان‌آور است، نوعی ترس و اضطراب را نیز در او دامن می‌زند. واهمه‌ای درونی پیوسته رنجش می‌دهد تا جایی که احساس می‌کند تمام عوامل ضد او بسیج شده تا مانع فرارش گردند. با سرباز زدن رفیقی که قول آمدن و همراهی به او داده، دیوار اتکاء مرد به کلی فرو می‌ریزد و ترس بیش از همیشه بر او مستولی می‌گردد.
چهرهٔ ژاندارم برایش ایجاد توهم می‌کند. توهمی آنچنان دامنه‌دار که او را تا حد یک مجرم وحشتزده نگران می‌سازد و در آخر او از نفس افتاده و به گوشهٔ خانهٔ رفیقش پناه می‌برد.
بنی‌هاشمی با امکانات کم سینمای هشت به این خط داستانی جان بخشیده چنان در پرداخت ذهنیت این مرد جنوبی موفق است که تماشاگر را به راستی متحیر می‌سازد. آیا این وسوسهٔ رفتنی که در تمام آدم‌های بنی‌هاشمی ریشه دوانده، صرفاً بودن در زندانی به اسم بندر است؟
آن‌ها پشت این فرار که به شکل سفر مطرح می‌شود دنیای تازه‌ای را جستجو می‌کنند اما بنی‌هاشمی همیشه با نوعی ناامیدی و گاه ترس (مثل همین فیلم) آن‌ها را وادار به ماندن می‌کند. انگار او بر این اعتقاد است که همه جا آسمان همین رنگ است. منتهی در این محدوده بندر فضا بکرتر و مأنوس تر است و جاهای دیگر غریبه و بیگانه. اگر چه (کادر هشت) دست سازنده را برای بهره‌گیری از امکانات سینمائی می‌بندد اما با مایه گرفتن از اندکی ذوق و اندیشه می‌توان درهمین قالب، یک آدم را به تخیلاتش نزدیک و به همان راحتی او را از آن دور نمود.

### گردش در یک روز خوش آفتابی
تاریخ ساخت: ۱۳۵۵ / مکان: بندرعباس، میناب، آب‌گرم گنو / زمان فیلم: ۴۸ دقیقه / فیلمبردار: فیروز ملک‌زاده / دستیار کارگردان: کیانوش عیاری / موسیقی: اسفندیار منفردزاده / بازیگران: جلال منصفی، عبدالهادی معتمدی، حاجی فعالی و … / تیتراژ: ابراهیم حقیقی/ تهیه‌کننده: کانون پرورش فکری کودکان و نوجوانان / کارگردان: حسن بنی‌هاشمی
«گردش…» نخستین فیلم حرفه‌ای و ۳۵ میلی‌متری بنی‌هاشمی است. این فیلم تنها فیلم بنی‌هاشمی است که در ایران موفق به دریافت جایزه نگردید لیکن پس از نمایش در فستیوال فیلم‌های کودکان فنلاند جایزه بهترین کارگردانی را به خود اختصاص داد. فیلم با کارهای ناصر تقوایی شباهت‌هایی دارد. در جلسه پرسش و پاسخ بعد از نمایش کارگردان چنین گفت: تقوایی استاد من است. من خیلی چیزها از او یادگرفته‌ام و در خیلی از کارهای سینمایی با او مشورت می‌کنم ولی هرگز مقلد وی نیستم و این شباهت‌های ناگزیر به خاطر جغرافیا و همگونی فضاهای بندرعباس، بندرلنگه و بندر بوشهر است.
«گردش» چکیده نگاه و اندیشه سازنده از «موج» تا «واهمه» است که این بار به گونه‌ای حرفه‌ای و با ابزاری قوی‌تر و رساتر بیان شده‌است. پسر بچه‌ای که از غیبت و سفر پدر استفاده کرده و فارغ‌البال به گشت و گذار می‌پردازد و در عوالم پاک و شیرین خود سیر می‌کند. مخاطب فیلم کودکان هستند و دنیای پاک و معصوم کودکانه که با تصاویر بکر و زیبای جنوب به خوبی آمیخته شده اثری ماندنی و در خور تأمل را به وجود آورده‌است. سازنده با تولید اولین فیلم ۳۵ میلی‌متری خود نشان داد که در سینمای حرفه‌ای نیز حرف‌های زیادی برای گفتن دارد.

کیانوش عیاری، حسن بنی هاشمی، زاون قوکاسیان و ابراهیم حقیقی برگزیدگان جشنواره سینمای آزاد

#### راه دور دریا
حسن بنی‌هاشمی از سال ۵۶ تا ۶۱ به کار مستندسازی روی آورد و طی قراردادی با گروه اجتماعی تلویزیون ایران مجموعه ۱۳ قسمتی مستند از هرمزگان را به نام راه دور دریا با کادر ۱۶ میلی‌متری آغاز نمود و طی این ۵ سال مناطق و بخش‌های زیادی از این استان را به تصویر کشید.
او در خلال این فیلم‌ها گوشه‌هایی از تاریخ، کشاورزی، دریانوردی، صید و صیادی، مهاجرت و روابط انسانی، صنایع دستی، طبیعت و جغرافیای هرمزگان را به نمایش گذاشته‌است.
فیلم‌های مستند او نیز هر کدام با روایت خاصی آغاز می‌گردد و گویی همواره خط داستانی کم‌رنگی را به وجود آورده و همان زیبایی و ایجاز گویی و ریتم مناسب فیلم‌های داستانی کوتاهش را دارد. یکی از قسمت‌های این مجموعه به نام پنج‌شنبه بازار میناب با زیرنویس کارگردان، در فستیوال فیلم‌های مردم‌شناسی برلین به نمایش درآمده و مورد تحسین قرار گرفت.
در این مجموعه مستند مصیب برزگری، رحمت‌ا… پاکدامن، بشیر اولی‌بندری، محمود انصاری، حسام‌الدین نقوی و … به عنوان پژوهشگران، مشاور و دستیاران وی و سید محمد عقیلی و محمد تهامی‌نژاد به عنوان نویسندگان متن و روشن‌زاده گوینده و عباس گنجوی به عنوان تدوینگر با وی همکاری داشته‌اند.
راه دور دریا از نظر هرمزگان‌شناسی و مردم‌شناسی جنوب بسیار ارزشمند بوده و بنی‌هاشمی را به عنوان یک سینماگر با تجربه و صاحب سبک به جامعه هنری و سینمایی معرفی نمود.
اردی‌بهشت ماه ۱۳۸۶ هم‌زمان با برگزاری دومین جشنواره فیلم و عکس اردیبهشت در بندرعباس بزرگداشت حسن بنی هاشمی برگزار گردید. در طول برگزاری این جشنواره سه فیلم از آثار ایشان به نمایش درآمد.